# Rókadobálás

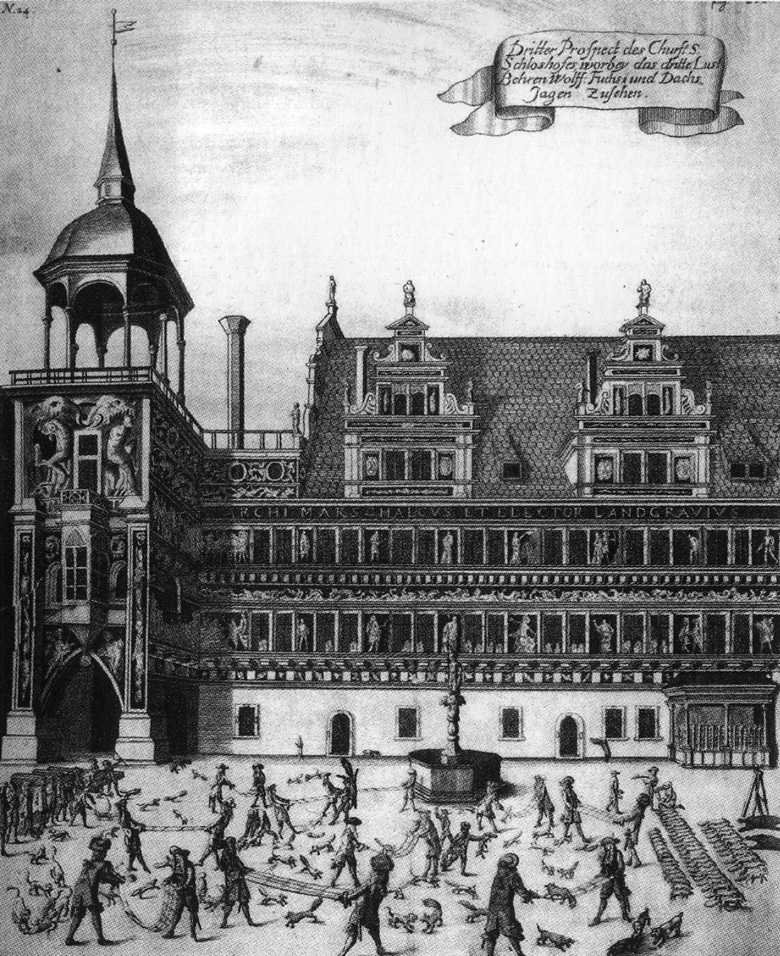
Rókadobálás Drezdában

A rókadobálás (németül: Fuchsprellen) a 17-18. századi nyugat-európai arisztokrácia kedvelt állatkínzó szórakozása volt, melynek során rókákat és egyéb kisebb állatokat dobáltak fel a levegőbe. Egy páros megfogta egy földre fektetett hosszú heveder két végét. és amikor egy szabadon engedett állat föléért, a heveder felrántásával megpróbálták minél magasabbra feldobni. Az állat többnyire elpusztult vagy csontját törte, de az is gyakran előfordult, hogy a ketrecből kiengedve a játékosokra támadt.

## A szabályok
A játéktér általában egy palota udvara volt, esetleg a parkban vagy egy réten kerítettek körbe egy területet paravánokkal. A párok tagjai – többnyire egy-egy nő és férfi – felálltak 6-7 méternyire egymástól, és megfogták egy hosszú hálóheveder végeit, a közepét pedig elfektették a földön. Ekkor ketrecből kiengedték a korábban foglyul ejtett vadállatot, amely rohanva menekülni próbált. Amikor átfutott a heveder fölött, a páros megrántotta annak két végét, magasan a levegőbe lendítve az állatot. Az nyert, aki a legmagasabbra lendítette áldozatát, a gyakorlott játékosok akár 7 méter magasra is feldobták a rókát. A lezuhanó állat általában elpusztult vagy súlyosan megsérült: ezeket a vadászok agyonütötték.

## Története

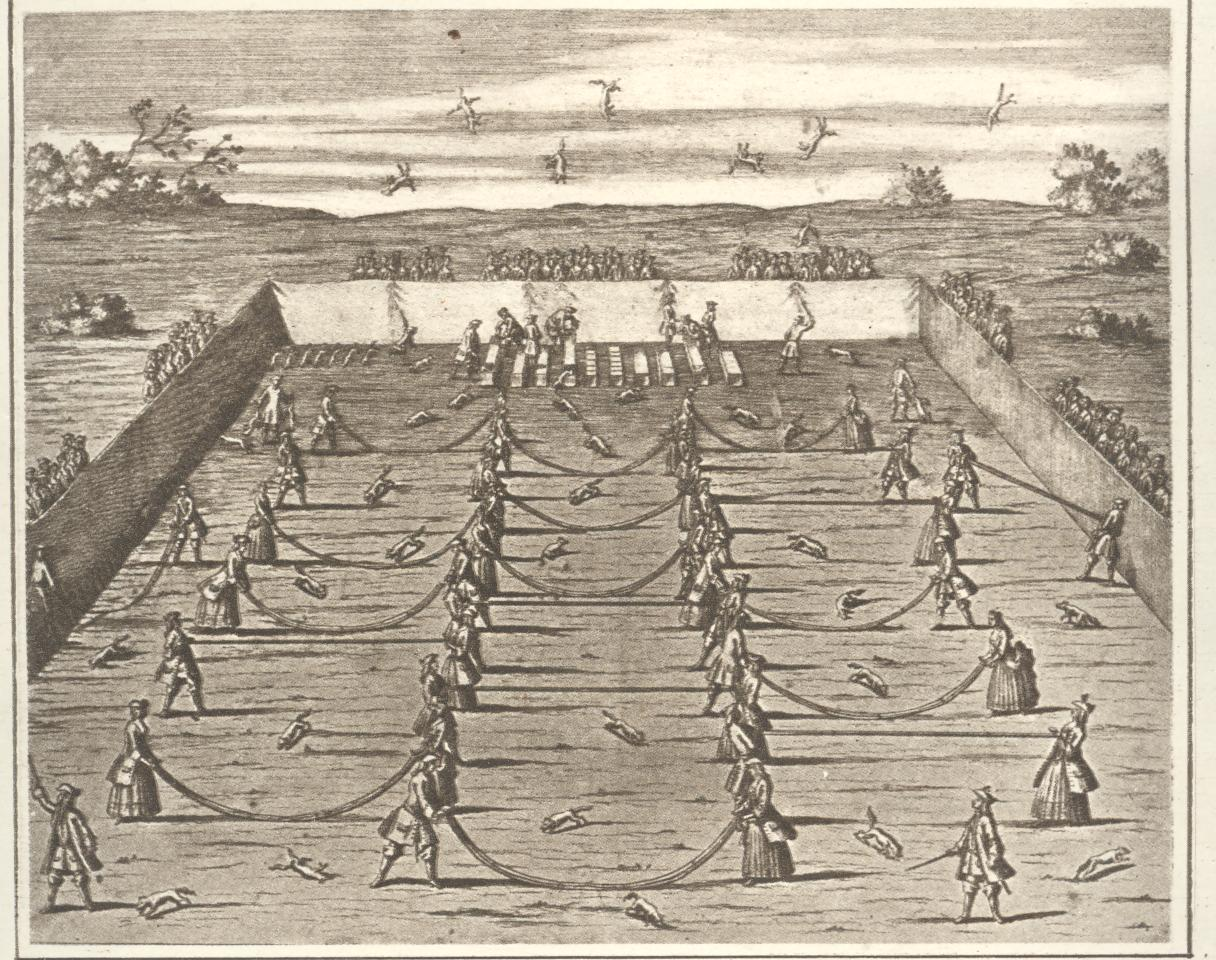
Rókadobálás (1719)

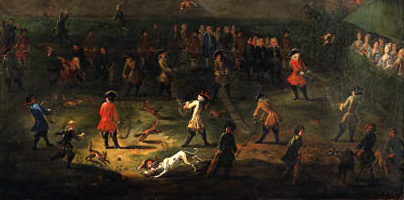
18. századi ábrázolása

Erős Ágost szász választófejedelem és lengyel király lelkes hódolója volt ennek a sportnak, egy drezdai mulatságának 647 róka, 533 nyúl, 34 borz és 21 vadmacska esett áldozatául. Ágost szívesen fitogtatta hatalmas erejét, mindössze egy ujját akasztotta a hevederbe, aminek másik végét udvarának két legerősebb embere fogta. Másutt is népszerű volt a rókák dobálása. A bécsi svéd követ, Esaias Pufendorf is tanúja volt a szórakozásnak 1672 márciusában, és meglepetten tapasztalta, hogy I. Lipót császár az udvar törpéivel és a kisfiúkkal együtt lelkesen csapkodta agyon a sérült állatokat. Naplójában úgy írt, hogy meglehetősen figyelemre méltó volt látni a császárt „kisfiúk és bolondok társaságában; az én szememben ez kissé távol áll az uralkodói megfontoltságtól.”
Gyakran játszották úgy, hogy a párosokat házaspárok és jegyesek alkották. Egy 1648-as főúri versenyen 34 vaddisznót hajtottak az arénába „az úriemberek nagy gyönyörűségére, de a nemes hölgyek rémületére, akiknek abroncsszoknyái között a disznók nagy felfordulást keltettek, mely az összegyűlt illusztris társaságban vég nélküli vidámságot okozott.” Ugyanekkor három farkast is eleresztettek, de az erre való reakciók nem ismertek.
A vadállatok szabadon engedése nem volt kockázat nélküli, gyakori volt, hogy a rémült állatok emberre támadtak. Különösen sok bajjal járt a vadmacskák szerepeltetése, az egyik résztvevő szerint „nem nyújtanak éppen kellemes szórakozást; ha éppen nem tudják a dobálók arcába vagy lábába mélyeszteni karmaikat vagy fogaikat, akkor életüket féltve a dobószalagba kapaszkodnak és szinte a lehetetlenséggel határos ügyesen felhajítani őket”.

## Álarcosbál
Az állatdobálást időnként álarcosbálokon is megrendezték, ilyenkor mind a játékosok, mind az állatok jelmezt és maszkot viseltek. Az urak a görög mitológia hőseinek, római harcosoknak, faunoknak, kentauroknak öltöztek, a hölgyek nimfáknak, múzsáknak, istennőknek. Az állatokat kártyalapoknak öltöztették, vagy ismert személyek karikatúráit erősítették rájuk.

## Fordítás
- Ez a szócikk részben vagy egészben  a   Fox-tossing című angol Wikipédia-szócikk ezen változatának fordításán alapul.  Az eredeti cikk szerkesztőit annak laptörténete sorolja fel. Ez a jelzés csupán a megfogalmazás eredetét és a szerzői jogokat jelzi, nem szolgál a cikkben szereplő információk forrásmegjelöléseként.